# Charles Cumming
Charles Cumming (* 5. April 1971 in Ayr, Schottland, Großbritannien) ist ein britischer Autor von Spionageromanen.

## Leben
Cumming ging in den Jahren von 1979 bis 1984 auf das Internat Ludgrove School im englischen Wokingham in Berkshire. Später besuchte er von 1985 bis 1989 auf das Eton College, um von 1990 bis 1994 an der University of Edinburgh das Fach Englische Literatur zu studieren. Seinen Abschluss in diesem Fach machte er mit besten Noten (1st Class Honours).
1995 wollte der Britische Geheimdienst Secret Intelligence Service (MI6) Cumming anwerben. Er lehnte jedoch ab. Diese Erfahrung spiegelt sich in seinem ersten Roman A Spy By Nature wider, in welchem der Held des Romans vom britischen Security Service (MI5) beauftragt wird, dem US-amerikanischen Geheimdienst Central Intelligence Agency (CIA) manipulierte Dokumente über Öl und Gas im Kaspischen Meer zuzuspielen. Diesem ersten Roman, der 2001 veröffentlicht wurde, folgten bis 2014 sechs weitere. 2008 veröffentlichte er mit The 21 Steps im Rahmen des Projekts We Tell Stories des Penguin Verlages online eine Interaktive Geschichte.
Charles Cumming war von 1996 bis 2011 stellvertretender Herausgeber der Zeitschrift The Week. Er schreibt Literaturkritiken für The Spectator und war in verschiedenen Fernsehsendungen zu sehen, so in Sky News und BBC World. Er ist im Vorstand des Fonds, der die The Pierce Loughran Memorial Scholarship vergibt, die den Gewinnern die Teilnahme an der Yeats Summer School in Sligo in Irland finanziell ermöglichen. Er ist Gründer und Präsident der José Raúl Capablanca Memorial Chess Society.
Cumming lebt in London.

## Preise und Ehrungen
- 2008: Writer in Residence in der Kategorie First Story am Cranford Community College in London.

## Bibliografie
- A Spy by Nature. Penguin Books, London 2001, ISBN 0-14-029476-7.
- The Hidden Man. Penguin Books, London 2003, ISBN 0-14-029477-5.
- The Spanish Game. Penguin Books, London 2006, ISBN 0-14-101783-X.
- Typhoon. Penguin Books, London 2008, ISBN 978-0-14-101802-7.
- The Trinity Six. St. Martins Press, New York City 2011, ISBN 978-0-312-67529-5.
  - deutsch: Die Trinity Verschwörung. Goldmann, München 2012, ISBN 978-3-442-47829-3.
- A Foreign Country, the First Thomas Kell Novel. Harper Collins Publishers, London 2012, ISBN 978-0-00-733783-5.
  - deutsch: übersetzt von Walter Ahlers: Die Tunis Affäre. Thriller. Goldmann, München 2014, ISBN 978-3-442-47830-9.[1]
- A Colder War, the Second Thomas Kell Novel. Harper Collins Publishers, London 2014, ISBN 978-0-00-746747-1.
  - deutsch: übersetzt von Eva Bonné: Das Istanbul Komplott. Goldmann, München 2015, ISBN 978-3-442-48251-1
- A Divided Spy, the Third Thomas Kell Novel. Harper Collins Publishers, London 2016,
  - deutsch: übersetzt von Eva Bonné: Die London Connection, Goldmann, München 2017, ISBN 978-3-442-48609-0